# Йосиф Кіпшідзе
Йосиф Кіпшідзе (груз. იოსებ ალექსის ძე ყიფშიძე ; 1885, село Сканда, Шорапанського повіту, Кутаїської губернії — 21 лютого 1919, Тбілісі) — грузинський вчений-філолог.

## Біографія
Закінчив Петербурзький університет, факультет східних мов (1911). З 1908 року був головою наукового товариства грузинських студентів, організованого І.В. Джавахішвілі у Петербурзі.
Магістр наук (1915), тема дисертації «Граматика мінгрельської (іверської) мови з хрестоматією та словником».
Один із творців Тбіліського університету (лютий 1918), очолював кафедру давньогрузинської мови та словесності.
Помер від тифу.